# Peflin
Peflin‏ (Penta-EF-hand domain containing 1) هوَ بروتين يُشَفر بواسطة جين Peflin في الإنسان.